# Niyola
Eniola Akinbo, connue sous son nom de scène Niyola, est une chanteuse et compositrice nigériane. Elle naît le 9 décembre 1985 à Lagos au Nigéria. Elle est la plus jeune d'une famille de dix enfants. 

## Discographie

### Singles
| Année | Titre                                  | Album                      |
| 2012  | Don't Delay Me (Don't Go There)        | Empire State Of Mind Album |
| 2013  | Be My Lover                            | R&BW de Banky W            |
| 2013  | Toh Bad                                | Single                     |
| 2013  | Crazy                                  | Single                     |
| 2013  | Belle No Be Showglass ft. Sound Sultan | Single                     |
| 2014  | No comment                             | Single de Lynxxx           |
| 2014  | Love To Love You ft. Banky W           | Single                     |

## Nominations et récompenses
| Année | Cérémonie                         | Catégorie                                | Resultat |
| ----- | --------------------------------- | ---------------------------------------- | -------- |
| 2013  | The Headies (en)                  | Meilleure performance vocale (féminine)  | Nommée   |
| 2013  | Nigeria Entertainment Awards (en) | Femme la plus prometteuse (à surveiller) | Nommée   |
| 2014  | Nigeria Entertainment Awards      | Artiste féminine de l'année              | Nommée   |
| 2014  | The Headies                       | Artiste féminine de l'année              | Victoire |